# ... On the Radio (Remember the Days)
«... On the Radio (Remember the Days)» (укр. «... По радіо (Пам'ятай дні)») також відома як «Shit on the Radio (Remember the Days)» — третій сингл канадсько-португальської співачки Неллі Фуртадо з альбому «Whoa, Nelly!». Випущений 3 грудня 2001 року лейблом DreamWorks.

## Відеокліп
Кліп спродюсований Гайпом Вільямсом (англ. Hype Williams). На початку відео співачка пише крейдою імена режисерів та редакторів. Потім вона, лежачи на ліжку в навушниках, починає співати. У наступній сцені Фуртаду виходить з будинку в іншому одязі з великим магнітофоном. Вона сідає в машину і їде. Далі — сцена хлопців, які танцюють на килимі, розмальованому в чорно-білі квадрати, де співачка починає співати приспів та танцювати з ними. Під час наступного куплету Неллі знаходиться в парку, де різні люди по черзі по декілька слів відкривають рот, вдаючи, що співають, у той час як пісню виконує сама співачка. Потім вона біжить до червоної сцени, де починає співати з червоною гітарою, позаду стоять музиканти в білих костюмах. Одного разу Фуртаду дає мікрофон натовпу, який співає. У кінці знову показана сцена, де вона з двома хлопцями закінчує танцювати; килиму вже немає.

## Списки композицій
Британський CD-сингл 
1. «…on the Radio (Remember the Days)» — 3:54
2. «…on the Radio (Remember the Days)» (Carl H. Vocal Mix) — 5:26
3. «I'm Like A Bird» (Nelly vs. Asha Remix) — 4:54

Австралійський CD-сингл 
1. «…on the Radio (Remember the Days)» (Explicit Version) — 3:54
2. «…on the Radio (Remember the Days)» (Clean Version) — 3:54
3. «Turn Off the Light» (Remix — з Ms. Jade and Timbaland) — 4:40
4. «Turn Off the Light» (Decibel's After Midnight Mix) — 7:00
5. «…on the Radio (Remember the Days)» (Video) — 4:00

Німецький CD-сингл
1. «…on the Radio (Remember the Days)» — 3:54
2. «…on the Radio (Remember the Days)» (Dan The Automator Remix) — 4:20
3. «Party» (Reprise) — 4:54
4. «I'm Like A Bird» (Acoustic Version) — 3:37

## Ремікси
- «…on the Radio (Remember the Days)» (Carl H. Vocal mix) — 5:26
- «…on the Radio (Remember the Days)» (Carl H. Dub mix)
- «…on the Radio (Remember the Days)» (Yoggie's Reggae mix) — 4:02
- «…on the Radio (Remember the Days)» (Yoggie's Tuff Riddim remix)
- «…on the Radio (Remember the Days)» (Dan the Automator remix) — 4:20
- «…on the Radio (Remember the Days)» (DJ Yomy Remember the Ultimix remix)
- «…on the Radio (Remember the Days)» (DJ Fontez remix) — 4:19
- «…on the Radio (Remember the Days)» (LP version) — 4:00
- «…on the Radio (Remember the Days)» (Album version) — 3:57
- «…on the Radio (Remember the Days)» (Single version) — 3:55
- «…on the Radio (Remember the Days)» (Karaoke version) — 4:14
- «…on the Radio (Remember the Days)» (Explicit version) — 3:54
- «…on the Radio (Remember the Days)» (Clean version) — 3:54
- «…on the Radio (Remember the Days)» (Semi-clean version) — 3:54
- «…on the Radio (Remember the Days)» (Squeeky-clean version) — 3:54

## Історія виходів
| Країна          | Дата виходу    |
| --------------- | -------------- |
| США             | 3 грудня 2001  |
| Австралія       | 22 грудня 2001 |
| Велика Британія | 19 лютого 2002 |